# Tessa Van den Broeck
Tessa Van den Broeck, född 9 juni 2006, är en belgisk skådespelerska och före detta lovande tennisspelare.
Tessa Van den Broeck studerar till sjuksköterska vid Campus Gasthuisberg i Leuven och kombinerar studierna med skådespeleri. Hon filmdebuterade med att spela titelkaraktären Julie i filmen Julies tystnad. För sin rollprestation fick hon mycket beröm och filmen nominerades som Belgiens bidrag till en Oscar.

## Filmografi (i urval)
- 2024 – Julies tystnad